# КУ-2
КУ-2 — советский прицепной двухрядный рядковый кукурузоуборочный комбайн, производившийся на разных заводах с 1949 года по 2-ю половину 50-х. Был первым советским кукурузоуборочным комбайном. Работал с тракторами КД-35, Беларусь, ДТ-54, СТЗ-НАТИ.

## Создание
В начале 1930-х годов в Ростове-на-Дону местным филиалом ВИСХОМа был разработан кукурузоуборочный комбайн, но его конструкция оказалась слишком сложна и он не пошёл в производство.
В 1938 году ростовские изобретатели П. Воликов и Ф. Бартенев предложили уникальную конструкцию кукурузосилосоуборочного комбайна. Совещание при Азово-Черноморском сельскохозяйственном институте рассмотрело и одобрило эту идею. При содействии Бюро по изобретательству Наркомата сельского хозяйства СССР Ростовский механический завод изготовил в 1939 году экспериментальный образец, успешно прошедший испытания. Учтя замечания испытательной комиссии, П. Воликов внёс в конструкцию некоторые изменения и в 1940 году Ростсельмаш выпустил новый экспериментальный образец комбайна. После испытаний, проводившихся осенью под Краснодаром, Совнарком СССР поручил Ростсельмашу доработать его и к 15 июля 1941 года изготовить три комбайна для испытаний и один для всесоюзной выставки. Наказ был выполнен, но из-за начавшейся войны дальнейшая работа над комбайнами была приостановлена, они были спрятаны за городом. В 1946 году сохранившиеся экземпляры отправили на испытания. В 1948 году результатом многолетней работы ВИСХОМа и Ростсельмаша стал комбайн КУ-2. Его начали производить в 1949 году, модернизировав затем до КУ-2А.
К сожалению, КУ-2А не оправдал надежд конструкторов и был снят с ростовского производства в 1955 году. Затем был модернизирован Херсонским комбайновым заводом и летом 1956 года предложен колхозам и совхозам для испытания, после чего был создан КУ-2Б. Но херсонские конструкторы по-прежнему были недовольны: эти машины также не отвечали возросшим требованиям сельскохозяйственного производства. В том же 1956 году производство КУ-2А было освоено в Кременчуге (Украина), на КрАЗе (там было выпущено 14061 комбайна) и в Юрге (Кемеровская область), на Юрмаше.

## Схема работы

1 — делители; 2 — подающие цепи; 3 — режущий аппарат; 4 — початкоотрывающие вальцы; 5 — приёмные камеры; 6 — приёмный транспортёр початков; 7 — шнек; 8 — выгрузной транспортёр початков; 9 — бункер; 10 — качающийся лоток; 11 — механизм лотка; 12 — стеблеулавливающие вальцы, 13 — приёмник; 14 — измельчающие барабаны; 15 — камера; 16 — транспортёр измельчённой массы.

Обслуживают комбайн три человека — тракторист, комбайнёр и копнильщик.
КУ-2 собирает початки в бункер, расположенный с левой стороны, силосную массу — в прицепной копнитель. Затем початки выгружаются в транспорт, силосная масса выгружается цепочно-планчатым транспортёром копнителя.
При движении машины по полю стебли кукурузы, попадав в русла между делителями, захватываются и подводятся к режущему аппарату. Срезанные стебли перемещаются этими же цепями в вертикальном положении к отрывочным вальцам, нижние концы стеблей при этом скользят по наклонным лоткам. Около заднего конца лотка комли стеблей переходят в устье питающих вальцов, которые захватывают их и протягивают вниз. Одновременно с этим стебли продолжают двигаться назад благодаря наличию на отрывочных вальцах винтовых рифов. Во время протягивания стеблей между вальцами початки отрываются от стеблей и падают на цепочно-планчатый транспортёр, затем в шнек, которым они перемещаются на элеватор початков. Своими скребками элеватор захватывает их и транспортирует в бункер. Стебель измельчается в барабане. Измельчённая масса выбрасывается барабаном на элеватор и перемещается им в прицепной копнитель. Периодически после каждого заполнения копнителя масса выгружается в транспорт. Вместо копнителя может использоваться тракторная тележка, куда будет выгружаться измельчённая масса.

## Устройство
Ходовую часть составляют два колеса с полуосями, крепящимися к раме при помощи фланцевых косынок и хомутов. Колёса от ГАЗ-51 или ЗИС-5. Стеблеотвод на раме комбайна представляет собой трубу, поставленную под углом к направлению движения комбайна (положение регулируется).
Механизм наклона состоит из винта с рукояткой, фасонного рычага с гайкой на верхнем конце и шарниром на нижнем, трубы наклона, шарнирно соединенной одним концом с рычагом, а другим — с рамой комбайна. В переднюю часть трубы вмонтирован пружинный амортизатор.
Делители образуют два русла. На крайних делителях имеется два яруса цепей, а на среднем — четыре.
Режущий аппарат он состоит из одного сегмента и двух противорежущих пластин. Расстояние между сегментами ножей 700 мм, у другого — 900 мм. Прижимные лапки ножа режущего аппарата закрепляют так, чтобы они слегка касались спинки ножа, обеспечивая свободное его движение. Зазор между сегментом и противорежущей пластиной не должен превышать 1,5 мм. Зазор между спинкой ножа и прижимной лапкой должен быть не более 0,5 мм. Допустимое смещение оси сегмента в среднем положении ножа от оси противорежущих пластин не должно превышать 5 мм.

## Технические характеристики
- Ширина захвата — 2 рядка с междурядьями 700 или 900 мм
- Размер шин — 7-16
- Ширина колем — 2171 мм
- Режущий аппарат

- Нож — 2 сегмента
- Ход ножа — 90 мм
- Минимальная высота среза — 90 мм

- Подающие цепи

- Угол наклона к горизонту — 36°
- Кол-во ярусов цепей — 4 на внутр. делителях, 2 на внешних
- Скорость — 1,56 м/с

- Отрывающий аппарат

- Кол-во пар отрывающих вальцов — 2
- Диаметр вальцов по выступам — 83 мм
- Длина вальцов — 750 мм
- Угол наклона вальцов — 20°
- Число оборотов — 603 об/мин

- Барабаны

- Кол-во — 2
- Диаметр — 250 мм
- Длина — 730 мм
- Число оборотов — 955 об/мин
- Кол-во ножей — 4
- Окружная скорость лезвия — 12,5 м/с
- Длина резки стеблей — 40 мм

- Приёмный скребковый транспортёр початков

- Шаг скребков — 304 мм
- Ширина транспортёра — 424 мм
- Угол наклона к горизонту — 20°
- Скорость — 0,92 м/с

- Выгрузной скребковый транспортёр початков

- Шаг скребков — 342 мм
- Ширина транспортёра — 300 мм
- Угол наклона к горизонту — 62,2°
- Скорость — 1,16 м/с

- Скребковый транспортёр измельчённой массы

- Шаг скребков — 304 мм
- Ширина транспортёра — 454 мм
- Угол наклона к горизонту — 10-55°
- Скорость — 2 м/с

- Шнек

- Диаметр — 260 мм
- Шаг — 240 мм
- Число оборотов — 193 об/мин

- Бункер початков

- Ёмкость — 1 м³
- Способ выгрузки — самотёком